# Aphnaeus
Aphnaeus is een geslacht van vlinders van de familie van de Lycaenidae, uit de onderfamilie van de Aphnaeinae. De soorten van dit geslacht komen voor in tropisch Afrika. De meeste soorten hebben een zilverkleurige stippen op de onderkant van de vleugels.

## Soorten
- Aphnaeus abriana Collins & Libert, 2013
- Aphnaeus adamsi Stempffer, 1954
- Aphnaeus affinis Riley, 1921
- Aphnaeus argenteola Holland, 1920
- Aphnaeus argyrocyclus Holland, 1890
- Aphnaeus asterius Plötz, 1880
- Aphnaeus boormani Libert, 2013
- Aphnaeus brahami Lathy, 1903
- Aphnaeus cameruna Libert, 2013
- Aphnaeus chapini (Holland, 1920)
- Aphnaeus charboneli Bouyer & Libert, 1996
- Aphnaeus curlei Libert & collins, 2013
- Aphnaeus ducarmei Bouyer, 2021
- Aphnaeus ebogo Libert, 2013
- Aphnaeus erikssonia Trimen, 1891
- Aphnaeus flavescens Stempffer, 1954
- Aphnaeus gilloni Stempffer, 1966
- Aphnaeus herbuloti Stempffer, 1971
- Aphnaeus hutchinsonii Trimen 1887
- Aphnaeus jacksoni Stempffer, 1954
- Aphnaeus jefferyi Hawker-Smith, 1928
- Aphnaeus kiellandi Stempffer, 1972
- Aphnaeus liberti Bouyer, 1996
- Aphnaeus marci Collins & Larsen, 2008
- Aphnaeus marshalli Neave, 1910
- Aphnaeus mashunae Stempffer, 1954
- Aphnaeus mirabilis Sáfián & Collins, 2013
- Aphnaeus neavei Bethune-Baker, 1926
- Aphnaeus nimbaensis Sáfián & Libert, 2013
- Aphnaeus nyanzae Stempffer, 1954
- Aphnaeus orcas (Drury, 1782)
- Aphnaeus questiauxi Aurivillius, 1903
- Aphnaeus rex Aurivillius, 1909
- Aphnaeus safiani Libert, 2013
- Aphnaeus suk Libert, 2013
- Aphnaeus williamsi Carcasson, 1964
- Aphnaeus zanzibarensis Grose-Smith, 1889